# Temper Temper
Temper Temper ist das vierte Studioalbum der walisischen Metal-Band Bullet for My Valentine. Es erschien am 8. Februar 2013 in Australien und am 11. Februar 2013 weltweit.

## Entstehung
Das Album wurde erneut von Don Gilmore produziert, der auch schon für Fever verantwortlich zeichnete. Es wurde von Toningenieur Chris Lord-Alge abgemischt. Das Titelstück wurde bereits am 22. Oktober 2012 live vorgestellt, als die Band im Rahmen der Rock Week des BBC Radio 1 auftrat. Das Stück wurde auch am 30. Oktober 2012 weltweit digital veröffentlicht. Auch die zweite Single Riot erschien bereits vorab.

## Rezeption
Das Album erreichte Platz fünf der deutschen Charts. Die Kritiken fielen eher gemischt bis negativ aus. Dom Lawson von The Guardian gab zwei von fünf Sternen. Er schrieb, dem Album fehle es an „Dreck unter den Nägeln“.

## Titelliste
| Nr. | Titel                                | Länge |
| --- | ------------------------------------ | ----- |
| 1.  | Breaking Point                       | 3:42  |
| 2.  | Truth Hurts                          | 3:36  |
| 3.  | Temper Temper                        | 3:08  |
| 4.  | P.O.W.                               | 3:53  |
| 5.  | Dirty Little Secret                  | 4:55  |
| 6.  | Leech                                | 3:59  |
| 7.  | Dead to the World                    | 5:15  |
| 8.  | Riot                                 | 2:49  |
| 9.  | Saints & Sinners                     | 3:29  |
| 10. | Tears Don’t Fall (Part 2)            | 5:38  |
| 11. | Livin’ Life (On the Edge of a Knife) | 4:01  |